# José Jaikel
José Antonio Jaikel Aguilar (Alajuela, 1966. április 3. – ) Costa Rica-i válogatott labdarúgó. 

## Pályafutása

### Klubcsapatban
1986 és 1993 között a Deportivo Saprissa játékosa volt, melynek tagjaként három bajnoki címet (1988, 1989, 1993) szerzett és 1993-ban megnyerte a CONCACAF-bajnokok kupáját. 1994-ben a Herediano együttesében játszott. 

### A válogatottban
1990 és 1994 között 5 alkalommal szerepelt az Costa Rica-i válogatottban és 2 gólt szerzett. Részt vett az 1990-es világbajnokságon, de nem lépett pályára egyetlen mérkőzésen sem.

## Sikerei, díjai
Deportivo Saprissa
- Costa Rica-i bajnok (3): 1988, 1989, 1993
- CONCACAF-bajnokok kupája győztes (1): 1993